# Carta dei doveri del giornalista
La Carta dei doveri del giornalista è un protocollo approvato l'8 luglio 1993 dal Consiglio Nazionale dell'Ordine dei giornalisti e dalla Federazione Nazionale della Stampa italiana.
Dal 3 febbraio 2016 non esiste più come documento autonomo: i suoi principi sono stati inglobati nel «Testo unico dei doveri del giornalista».

## Storia

### L'antefatto: Tangentopoli
La carta nacque subito dopo l'esplosione di Tangentopoli, quando le notizie sulle indagini riguardanti politici e manager arrivavano nelle redazioni a ritmo incessante. In quel periodo verificare le notizie, oltre a non essere mai stato definito esplicitamente come un obbligo dei giornalisti, era particolarmente difficile proprio per i ritmi serrati. Fu un'epoca di grandi eccessi, ammessi dalla stessa categoria giornalistica, e di grandi dibattiti nelle redazioni sull'opportunità di pubblicare o meno, in un regime di concorrenza serrata, notizie non accuratamente verificate. Il caso esplose quando il deputato socialista Sergio Moroni e il manager dell'ENI Gabriele Cagliari si tolsero la vita. A quel punto diversi esponenti del Parlamento, provenienti da tutti gli schieramenti, presentarono alcune proposte di legge per porre un freno alla pubblicazione delle notizie sulle indagini. Il deputato Giuseppe Gargani fu chiamato a scrivere una proposta di legge che riassumesse tutte quelle presentate.

### La proposta Gargani
Gargani propose di impedire la pubblicazione delle notizie sulle indagini. La tesi di partenza era semplice: un avviso di garanzia, filtrato attraverso i quotidiani e la televisione, faceva apparire l'indagato come di fatto già indubitabilmente colpevole e dunque, secondo Gargani, l'unico rimedio era evitare la pubblicazione tout court.
La proposta di legge incassò la reazione contraria dei giornalisti e di alcuni parlamentari, fino ad arrivare ad un tentativo di mediazione che spostava il limite oltre il quale fosse possibile pubblicare le notizie dalla sentenza alla fine delle indagini preliminari. Persino questa proposta, tuttavia, incontrò perplessità anche in Parlamento. I motivi erano duplici: da un lato i dubbi sulla legittimità di una limitazione alla libertà di stampa, dall'altra la recente approvazione del nuovo Codice di procedura penale, risalente al 1989, che estendeva la possibilità di cronaca sui procedimenti giudiziari.

### La risposta di Ordine e FNSI
Alla proposta Gargani Ordine e FNSI risposero a muso duro, chiedendo che nessuna limitazione fosse posta alla libertà di cronaca ma anche che la categoria potesse autogovernarsi. La FNSI, presieduta da Vittorio Roidi, e l'Ordine dei Giornalisti, guidato da Gianni Faustini, promossero alcune iniziative di studio sull'adozione di un codice deontologico. La stesura del documento fu affidata ai giornalisti Sandra Bonsanti e Angelo Agostini, che partirono dai codici interni già approvati da Il Sole 24 Ore, la Repubblica e RAI. Il testo, nella prima stesura, era già pronto nella primavera del 1993, e fu approvato definitivamente dal Consiglio nazionale dell'Ordine dei Giornalisti l'8 luglio dello stesso anno. A quel punto il Parlamento, anche per effetto della crisi del governo Amato I, sostituito dal governo Ciampi, rinunciò a legiferare in materia.

## Contenuti

### Le premesse
La carta, che nella prima versione era un documento di dodici pagine, è un corpus di regole deontologiche che abbraccia tutti gli aspetti dell'attività giornalistica. Il documento si apre con il riferimento alle basi giuridiche fondamentali della professione giornalistica: l'articolo 21 della Costituzione e l'articolo 2 della legge n. 69 del 3 febbraio 1963 istitutiva dell'Ordine, specificando che:
- la libertà d'informazione e di critica è un "diritto insopprimibile" e un "dovere inderogabile" del giornalista, limitato dalla "verità sostanziale", dalle norme a tutela della personalità altrui, dalla lealtà e dalla buona fede;
- le notizie risultate errate devono essere rettificate;
- i giornalisti sono tenuti a rispettare il segreto professionale se questo è richiesto dal carattere fiduciario delle fonti;
- sono altresì tenuti a promuovere la collaborazione fra colleghi, la cooperazione fra giornalisti ed editori e la fiducia fra stampa e lettori.

### Principi e doveri
Il testo è diviso in due capitoli, uno dedicato ai principi e uno ai doveri. Quest'ultimo è suddiviso in sette paragrafi:

#### Responsabilità del giornalista
Il documento sottolinea la responsabilità del giornalista, specificando che questi non può sottostare ad interessi diversi e in potenziale conflitto con la sua libertà di coscienza. Nella fattispecie, il giornalista è tenuto a rispettare direttive che provengano solo dalle gerarchie interne alla testata, purché queste non contraddicano la legge professionale, il contratto di lavoro giornalistico e la stessa Carta. Il giornalista è tenuto ad evitare le discriminazioni per razza, religione, sesso, condizioni fisiche o mentali e opinioni politiche.
Riguardo alla privacy, il giornalista deve rispettare il diritto alla riservatezza di ciascuno, evitando la pubblicazione di informazioni personali se queste non sono di evidente interesse pubblico, fermo restando il dovere del giornalista di qualificarsi nella fase di raccolta delle notizie. La Carta vieta di pubblicare il nome dei parenti dei protagonisti di fatti di cronaca o di consentirne l'identificazione, a meno che questo non sia di rilevante interesse pubblico. Per le vittime di violenza sessuale il divieto è più stringente ed è subordinato ad una richiesta dell'interessato, oltre che all'interesse generale.

#### Obbligo di rettifica e replica
La Carta riprende la definizione del diritto di rettifica dalla legge 69 del 1963, che lo configura come un "diritto inviolabile" del cittadino in caso di notizie errate, inesatte o ingiustamente lesive della personalità altrui. Inoltre, la Carta estende il diritto di rettifica oltre il dettato della legge: quando il giornalista scopre che le notizie pubblicate sono errate o inesatte la rettifica è un suo obbligo anche in assenza di una richiesta dell'interessato.
La Carta introduce anche il diritto di replica: in presenza di accuse che possano danneggiare reputazione o dignità del protagonista, questi ha diritto alla pari opportunità di replica. Quando questo è impossibile il giornalista è tenuto a informarne i lettori. Infine, la Carta vieta al giornalista di dare notizia sull'esistenza di un avviso di garanzia prima che l'interessato ne sia stato informato.

#### Presunzione d'innocenza
La Carta introduce la presunzione d'innocenza prevista dal Codice di procedura penale (1989): l'indagato o imputato è presunto innocente fino a condanna definitiva. Il giornalista è tenuto a ricordarlo nei suoi articoli. In caso di assoluzione di un imputato o di un inquisito, il giornalista deve sempre dare un appropriato rilievo alla notizia, anche facendo riferimento alle notizie e agli articoli pubblicati precedentemente.

#### Le fonti
La verifica delle fonti fa parte integrante della deontologia professionale. La Carta definisce esplicitamente la relazione tra la lealtà e la buona fede del giornalista (parte costitutiva del suo bagaglio professionale) e il controllo dell'origine delle sue informazioni. L'obbligo, già implicitamente previsto dalla legge 69 del 1963 ed esplicitamente indicato dalla giurisprudenza, viene introdotto per la prima volta in un codice deontologico.
Sulla falsariga della legge istitutiva dell'Ordine, inoltre, la Carta ribadisce l'obbligo alla riservatezza della fonte se questa lo richiede. In tutti gli altri casi la fonte dev'essere "trasparente", cioè citata esplicitamente, anche se la notizia proviene da un'agenzia di stampa (la fonte neutrale per eccellenza).

#### Informazione e pubblicità
Richiamando il protocollo d'intesa fra giornalisti e operatori pubblicitari firmato il 14 aprile 1988, la Carta ribadisce che l'informazione debba essere sempre chiaramente distinta dalla pubblicità. Le indicazioni, sulla pagina, che delimitano le due sezioni devono essere chiare e di immediata percezione.

#### Incompatibilità
Innovative sono anche le incompatibilità introdotte dalla Carta. Richiamandosi al principio secondo il quale il giornalista non può subordinare la propria attività professionale a un interesse personale o a quello altrui, la Carta vieta la non pubblicazione di informazioni economiche o finanziarie per un tornaconto diretto o indiretto e la turbativa del mercato attraverso la diffusione di notizie. In questo campo la Carta va anche oltre i reati di insider trading e aggiotaggio.
Inoltre il giornalista è tenuto a rifiutare possibili condizionamenti della credibilità personale, e di quella della categoria. In altre parole è vietato accettare pagamenti, rimborsi spese, regali, viaggi gratuiti e offerte simili. La Carta vieta anche l'accettazione di incarichi che possano entrare in conflitto con l'attività professionale. Ad esempio, il giornalista non può prestare il proprio nome, la propria voce o la propria immagine per campagne pubblicitarie, a meno che queste non abbiano scopi benefici.

#### Minori e soggetti deboli
Sui diritti dei minori e dei soggetti deboli, infine, la Carta richiama la Convenzione sui diritti del bambino delle Nazioni Unite approvata dall'Assemblea generale il 20 novembre 1989 e la Carta di Treviso. In particolare, se il minore o il soggetto debole è in qualsiasi modo - come vittima, protagonista o testimone - al centro di un reato, è vietato diffonderne il nome o permetterne l'identificazione attraverso dettagli riservati. La Carta obbliga inoltre a vigilare per evitare che le vicende che riguardano minori possano essere strumentalizzate da adulti, compresi i genitori, per i propri fini.

## Avvenimenti successivi
Per verificare l'applicazione della Carta è stato istituito il «Comitato nazionale per la lealtà e la correttezza dell'informazione». L'organismo era composto da cinque membri: il presidente dell'Ordine dei Giornalisti, il presidente della FNSI, il presidente emerito della Corte costituzionale Paolo Casavola, il presidente del Giurì per la pubblicità e un docente di diritto. Nella sua prima riunione, il Comitato giunse a definire i limiti della propria azione: non si sarebbe dotato di poteri sanzionatori, ma avrebbe rilevato le violazioni, per poi delegare il procedimento disciplinare al Consiglio regionale dell'Ordine dei Giornalisti. Inoltre, il Comitato si riservò di comunicare la propria valutazione al direttore di testata oggetto del procedimento affinché questa fosse pubblicata con risalto entro un periodo di tempo "ragionevole". Subito dopo la prima riunione, però, cambiarono sia i vertici della FNSI che dell'Ordine dei Giornalisti. Il Comitato fu messo da parte e non fu più riconvocato.